# Wagnermühle (Schönsee)

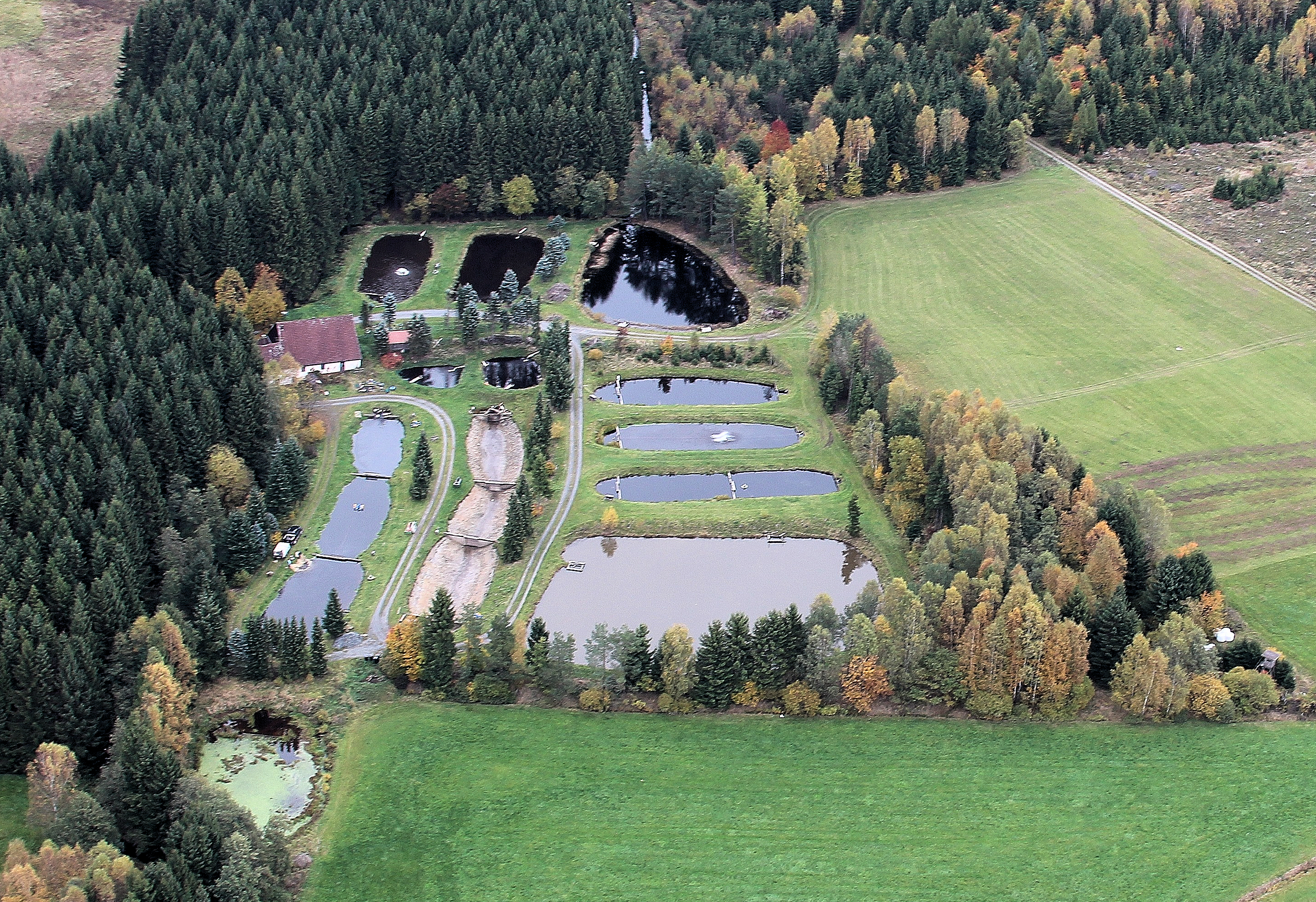
Wagnermühle (2017)

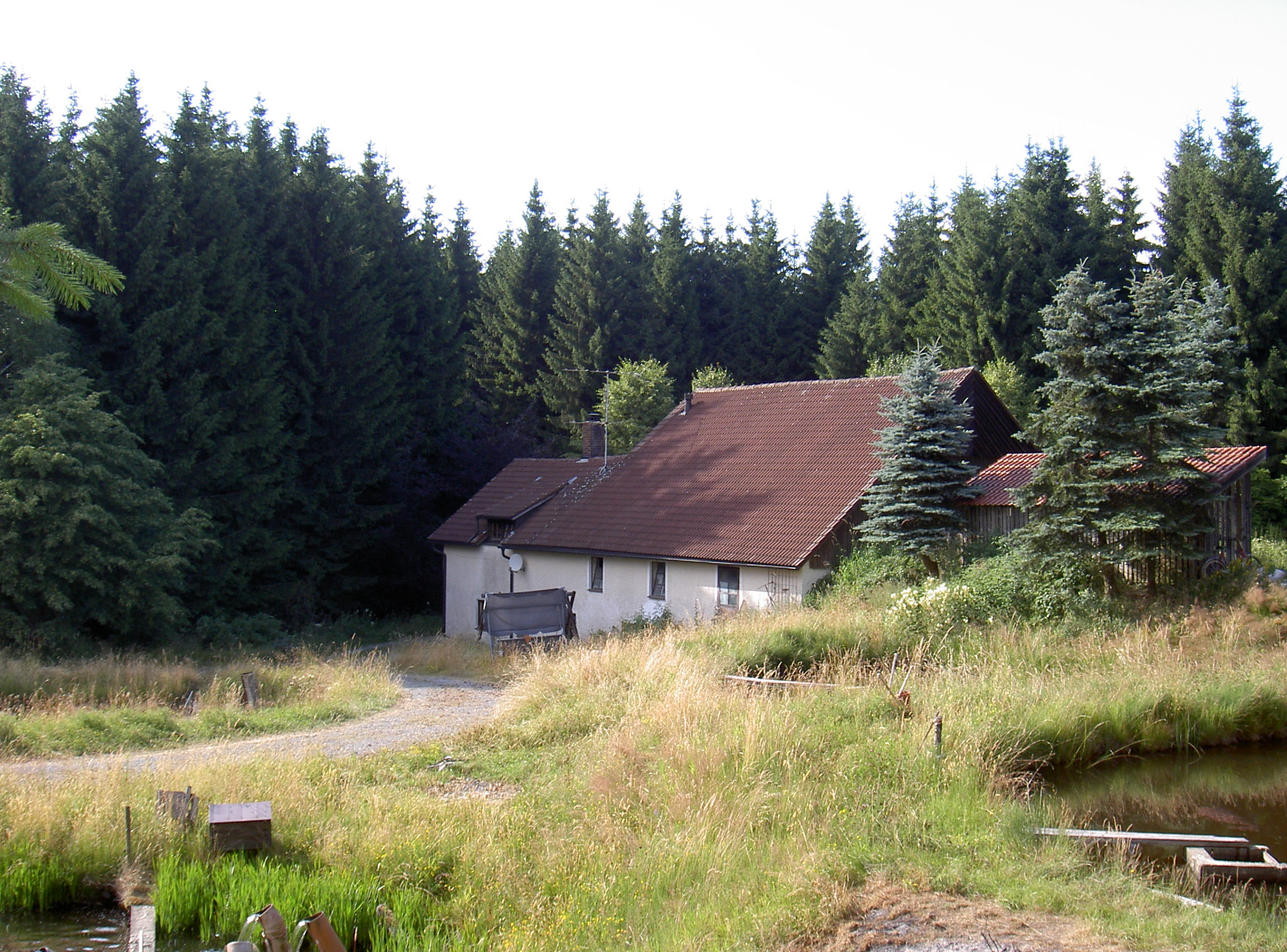
Wagnermühle (2013)

Die Wagnermühle liegt am Ufer der Ascha etwa 6 km nordöstlich von Schönsee im Landkreis Schwandorf. Nördlich von Weberhäuser zweigt von der Straße nach Friedrichshäng ein Weg nach Osten ab, der zur Wagnermühle führt.

## Geschichte
Die Wagnermühle ist heute (2013) unbewohnt und wird von der Verwaltung Schönsee nicht als eigenständiger Ortsteil der Stadt Schönsee betrachtet. 1969 wurde die Wagnermühle noch als Ortsteil von Dietersdorf aufgeführt, war also zu dieser Zeit wahrscheinlich noch bewohnt. Aber schon im Jahre 1990 wurde sie nicht mehr als Ortsteil von Schönsee aufgeführt.